# Nationaleinkommen
Das Nationaleinkommen (englisch national income; früher: Sozialprodukt) ist eine volkswirtschaftliche Kennzahl, die die wirtschaftliche Leistung einer Volkswirtschaft innerhalb einer Rechnungsperiode wiedergibt. Das bedeutet: Wie viel Geld alle Menschen in einem Land zusammen in einem Jahr verdienen.

## Allgemeines
Aus der Analyse des Wirtschaftskreislaufs ergibt sich die Interdependenz des Nationaleinkommens zu Volkseinkommen und Nachfrage. Ist die Nachfrage nach Nationaleinkommen größer als das Angebot an Nationaleinkommen, steigt das Produktionsvolumen und auch das Volkseinkommen, aus dem Nachfrage entsteht. Mit steigendem (realem) Nationaleinkommen erhöht sich auch die Beschäftigung, wenn der Kapitalstock konstant bleibt und sich die Produktionstechnik nicht verändert. Bei Vollbeschäftigung (also 100 %iger Auslastung des Produktionspotenzials) kann nur das nominale Nationaleinkommen (und Volkseinkommen) steigen, reales Nationaleinkommen und Volkseinkommen dagegen nicht mehr. Beim nominalen Nationaleinkommen sind Inflation oder Deflation nicht berücksichtigt, beim realen werden sie einbezogen.

## Arten
Zu unterscheiden sind das Bruttonationaleinkommen und das Nettonationaleinkommen. Das Nettonationaleinkommen zu Faktorkosten ist mit dem Volkseinkommen identisch, während im Bruttonationaleinkommen die Bruttoinvestitionen enthalten sind. Zieht man vom Bruttonationaleinkommen die Abschreibungen ab, erhält man das Nettonationaleinkommen:
```
   Bruttonationaleinkommen (BNE)
   - 
Abschreibungen
 auf 
Investitionen

   = Nettonationaleinkommen (NNE)
```

Da sich das Nationaleinkommen aus einer Vielzahl unterschiedlicher Güter und Dienstleistungen zusammensetzt, werden diese zu Marktpreisen bewertet und zusammengefasst, so dass man vom Nationaleinkommen zu Marktpreisen spricht.

## Volkswirtschaftliche Gesamtrechnung
Der Markt für das Nationaleinkommen ist der Gütermarkt, auf dem Konsum- und Investitionsgüter gegen Geld getauscht werden. Das Nationaleinkommen berücksichtigt also nicht die ohne geldliche Gegenleistung erbrachte Arbeit (Haus- und Familienarbeit, Do-it-yourself-Arbeit, Gefälligkeiten, ehrenamtliche oder gemeinnützige Tätigkeiten). Auch die Drogenkriminalität, Prostitution sowie der Schmuggel von Alkohol und Tabakwaren sind nicht berücksichtigt.
Wird vereinfachend angenommen, dass lediglich der Unternehmenssektor produziert und seine Produktionstechniken und Produktionsfaktoren konstant hält, so begrenzt die Höhe des Kapitalstocks und die Arbeitsleistung die Höhe des Nationaleinkommens. Wird zudem unterstellt, dass auch der Kapitalstock gegeben ist und Investitionen keinen Kapazitätserweiterungseffekt zur Folge haben, so zeigt sich die Abhängigkeit des Nationaleinkommens vom Arbeitsvolumen (in Arbeitszeit gemessen).
Aus der Entstehungsrechnung ergibt sich das Bruttonationaleinkommen wie folgt:
```
  
Bruttoproduktionswert

  − 
Vorleistungen

  = 
Bruttowertschöpfung

  + 
Gütersteuern

  − 
Gütersubventionen

  = 
Bruttoinlandsprodukt
 (BIP)
  − Einkommen der Ausländer im Inland
  + Einkommen der Inländer im Ausland
  = 
Bruttonationaleinkommen
```

Ausgangspunkt ist der Bruttoproduktionswert als Summe aller im Inland produzierten Güter und Dienstleistungen, von dem alle Vorleistungen und Gütersubventionen abgezogen werden, damit Doppelerfassungen (Vorleistungen) und Transferleistungen (Subventionen) unberücksichtigt bleiben. Das Bruttonationaleinkommen ergibt sich, indem vom Bruttoinlandsprodukt die Primäreinkommen abgezogen werden, die an die übrige Welt geflossen sind, und umgekehrt die Primäreinkommen hinzugefügt werden, die inländische Wirtschaftssubjekte aus der übrigen Welt bezogen haben.
Volkseinkommen und Beschäftigung bestimmen die Obergrenze für das maximal realisierbare Nationaleinkommen, also die Produktionskapazität einer Volkswirtschaft.
Aus der Verwendungsrechnung ergibt sich, dass sich das Nettonationaleinkommen {\displaystyle Y} aus Konsumgütern {\displaystyle C} und Investitionsgütern {\displaystyle I} zusammensetzt:
{\displaystyle Y=C+I}.

## Europäisches System Volkswirtschaftlicher Gesamtrechnungen
Seit der Umstellung auf das Europäische System Volkswirtschaftlicher Gesamtrechnungen (EVSG 1995) wird der Begriff Sozialprodukt nicht mehr verwendet und durch den Begriff Nationaleinkommen ersetzt. Die früher üblichen Begriffe Bruttosozialprodukt und Nettosozialprodukt wurden 1999 durch die Begriffe Bruttonationaleinkommen und Nettonationaleinkommen ersetzt. Nach Art. 3 Verordnung (EG) Nr. 1287/2003 des Rates vom 15. Juli 2003 zur Harmonisierung des Bruttonationaleinkommens zu Marktpreisen ist von allen EU-Mitgliedstaaten eine Statistik zu erstellen, zu aktualisieren und Eurostat zur Verfügung zu stellen. Aus europäischer Sicht bedeutsam ist das Bruttonationaleinkommen, weil es eine Grundlage für Zahlungen der Mitgliedstaaten an den Haushalt der Europäischen Union (EU) darstellt und deshalb eine Vergleichbarkeit der BNE-Daten erfordert.  Inlandsprodukt und Nationaleinkommen können nicht nur über die Güterseite ermittelt werden, also über die Produktion oder die Verwendung von Waren und Dienstleistungen, sondern auch anhand der Einkommensseite. Aufgrund fehlender originärer Informationen zu den Unternehmensgewinnen oder dem Betriebsüberschuss von Unternehmen ist dies in Deutschland aber nicht möglich. Niveau und Entwicklung des BIP werden hier nur über die Entstehungs- und die Verwendungsrechnung bestimmt.